# Векилски
Вижте пояснителната страница за други значения на Векилски.
Векилски е село в Североизточна България. То се намира в община Никола Козлево, област Шумен.

## География
През 1933 г. географът Васил Маринов изследва селото и го определя в рамките на антропогеографските граници на Делиормана.

## История
Старото име на селото е Печели, но то е преименувано в памет на майор Георги Векилски (1882 – 1918).
По турско време, редовната турска войска се е намирала до чешмата край селото. Има каменни корита за поене на добитъка. Нередовната турска войска/башибозук/ се е разположила на територията на сегашното село заедно с жените и децата си. По време на Руско-турската освободителна война сражения в селото не е имало. Турската редовна войска се е изтеглила преди пристигането на руснаците. Заедно с нея се изтегля и башибозукът, като изоставя голяма част от къщите. Тези къщи са били заети само от българи. В резултат на това населението в селото е само българско. Съседните села Пет Могили, Зърнево, Орляк са с предимно турско население.
Знаем, че в селото е имало казашка част, но дали е било по време на Руско-турската война или по време на Втората световна, не знаем. Имало е неприятен инцидент с една от жителките на селото. В най-добрите си години селото е наброявало към 1500 жители.

## Население
Численост на населението според преброяванията през годините:
| \| Година на преброяване \| Численост \| \| --------------------- \| --------- \| \| 1934 \| 1294 \| \| 1946 \| 758 \| \| 1956 \| 618 \| \| 1965 \| 547 \| \| 1975 \| 400 \| \| 1985 \| 272 \| \| 1992 \| 201 \| \| 2001 \| 134 \| \| 2011 \| 78 \| \| 2021 \| 52 \| |           |
| Година на преброяване | Численост |
| 1934 | 1294      |
| 1946 | 758       |
| 1956 | 618       |
| 1965 | 547       |
| 1975 | 400       |
| 1985 | 272       |
| 1992 | 201       |
| 2001 | 134       |
| 2011 | 78        |
| 2021 | 52        |

### Етнически състав

#### Преброяване на населението през 2011 г.
Численост и дял на етническите групи според преброяването на населението през 2011 г.:
|                     | Численост | Дял (в %) |
| Общо                | 78        | 100       |
| Българи             | 76        | 97,43     |
| Турци               | –         | –         |
| Цигани              | –         | –         |
| Други               | ?         | ?         |
| Не се самоопределят | ?         | ?         |
| Неотговорили        | –         | –         |